# 花锚
花锚（学名：Halenia corniculata）为龙胆科花锚属下的一个种。

## 扩展阅读
- 維基物種上的相關：花锚